# Metaphidippus chera
Metaphidippus chera är en spindelart som först beskrevs av Chamberlin 1924.  Metaphidippus chera ingår i släktet Metaphidippus och familjen hoppspindlar. Inga underarter finns listade i Catalogue of Life.